# Amt Hörnerkirchen
Het Amt Hörnerkirchen is een Amt in de Duitse deelstaat Sleeswijk-Holstein. Het omvat vier gemeenten in de Kreis Pinneberg. Het bestuur voor het Amt is gevestigd in de stad Barmstedt. Die stad vormt een Verwaltungsgemeinschaft met het Amt, maar maakt er zelf geen deel van uit.

## Deelnemende gemeenten
1. Bokel
2. Brande-Hörnerkirchen
3. Osterhorn
4. Westerhorn